# Liane von Gentzkow
Liane Johanna Maria Olga von Gentzkow (* 1. Januar 1888 in Neisse; † nach 1943) war eine zwischen 1917 und 1942 wirkende deutsch-völkische Schriftstellerin.

## Leben
Liane von Gentzkow war die Tochter des preußischen Generalmajors Alexander von Gentzkow und seiner Ehefrau Marie Viktoria, geb. Wegner. Die Familie von Gentzkow zog 1879 nach Berlin, wo Liane bis 1904 die Höhere Mädchenschule besuchte. Sie war bis zum Tode des Vaters 1910 nicht berufstätig und bereiste danach gemeinsam mit ihrer Mutter Italien. Im Ersten Weltkrieg engagierte sie sich im Nationalen Frauendienst. Nach dem Krieg war sie in der Wohlfahrtspflege tätig; in der Zentrale für private Fürsorge in Berlin kümmerte sie sich von 1919 bis 1924 um die Kriegsversehrten des Ersten Weltkrieges. 1925 wurde sie Mitarbeiterin der Nachrichtenagentur Frauenpresse in Berlin; sie schied dort 1936 aufgrund ihrer antisemitischen Überzeugungen aus, weil die Agentur jüdische Kolleginnen beschäftigte, und arbeitete fortan als freie Autorin. Sie verfasste Frauenbiographien, schrieb Romane und propagandistische Jugendbücher. Nach der letzten bekannten Veröffentlichung 1942 soll sie im August 1943 ihre Berliner Wohnung durch einen Bombentreffer verloren und Berlin verlassen haben; damit verliert sich ihre Spur. Todesjahr und -ort sind nicht bekannt.

## Schriften
- Fluch des Schönen sind Tatsachen, 1917
- Es ziehen die Dämonen ...  Ein deutsches Schicksal einer alten Chronik nacherzählt, 1928
- Die Gesandtin Gottes. St. Elisabeth von Thüringen, 1931
- Christine Wasa. Das Lebensbild einer nordischen Frau, 1934
- Königliche Frauen der Wanderungszeit und des frühen Mittelalters, 1936
- Der Condottiere, 1936 (2. Auflage 1942)
- Caterina Sforza. Ein heldisches Frauenleben, 1937
- Germanische Fürstinnen. Lebensbilder, 1937
- Fluch der Schönheit. Berühmte und berüchtigte Frauen der Renaissance, 1939
- Liebe und Tapferkeit. Frauen um deutsche Soldaten, 1940
- Das deutsche Mädchen. Von der Frühzeit bis zur Gegenwart, 1941
- Kameradin in Krieg und Frieden. Deutscher Frauengeist, 1942